# Mark Manson
Mark Manson (ur. 9 marca 1984 w Austin) – amerykański publicysta, bloger i przedsiębiorca; autor pozycji na temat rozwoju osobistego.
Jego książki The Subtle Art of Not Giving a F*ck: A Counterintuitive Approach to Living a Good Life (pol. „Subtelnie mówię F**k! Sprzeczna z logiką metoda na szczęśliwe życie”) i Everything Is F*cked: A Book About Hope znalazły się na liście bestsellerów New York Times. Prowadzi stronę internetową markmanson.net.

## Życiorys
Pochodzi z Austin w stanie Teksas. Wyjechał do Bostonu, gdzie wstąpił na Uniwersytet Bostoński. Studia ukończył w 2007 roku, uzyskując dyplom ze stosunków międzynarodowych i biznesu.
Swój pierwszy blog – w charakterze kanału marketingowego dla swojej działalności – założył w 2009 roku. W 2014 roku blog markmanson.net odwiedzało miesięcznie 400 tys. czytelników, a do 2016 roku ruch wzrósł do 2 mln. W swoich wpisach porusza tematy związane z kulturą, związkami, życiem i psychologią.
Jego książki sprzedały się w ponad 13 mln egzemplarzy na całym świecie. Twórczość autora została przełożona na ponad 60 języków i trafiła na listy bestsellerów w różnych krajach.
Artykuły Marka Mansona były publikowane bądź cytowane w takich mediach jak CNN, BBC News, Business Insider, Yahoo! News, Sydney Morning Herald, Vox i Huffington Post.